# Liste der portugiesischen Orden und Ehrenzeichen
Die portugiesischen Orden und Ehrenzeichen werden in drei Kategorien geteilt:
- Alte Ritterorden (portugiesisch Antigas Ordens Militares),
- Nationale Orden (Ordens Nacionais) und
- Zivile Verdienstorden (Ordens de Mérito Civil).

Daneben existieren offiziell nicht anerkannte dynastische Orden des Hauses Braganza.

## Alte Ritterorden
Die Alten Ritterorden wurden bereits im Mittelalter während der Reconquista bzw. der Eroberungerungskriege in Nordafrika als geistliche Ritterorden gegründet. 1789 von Maria I. säkularisiert und in Verdienstorden umgewandelt, wurden sie mit Ausnahme des Turm- und Schwertordens 1910 aufgehoben. 1918 wurden sie in den Klassen der Ehrenlegion neu gestiftet.

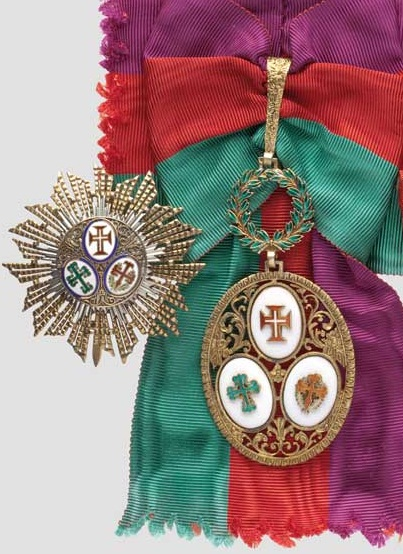
Banda das Três Ordens, heute Amtsinsigne des Staatspräsidenten

- Turm- und Schwertorden (1459), wird heute verliehen für außerordentliche Verdienste
- Christusorden (1317), wird heute verliehen für Verdienste in der öffentlichen Verwaltung
- Ritterorden von Avis (1148), wird heute als Militärverdienstorden verliehen
- Orden des heiligen Jakob vom Schwert (1290), wird heute für Verdienste in Literatur, Kunst und Wissenschaft verliehen

Das heute als Amtsinsigne des Staatspräsidenten dienende Band der Drei Orden (Banda das Três Ordens) entstand 1789 als Kombination der Großkreuzinsignien der damals existierenden Ritterorden Christusorden, Avisorden und Jakobsorden.

## Nationale Orden
Die Nationalen Orden werden an In- und Ausländer für Verdienste um die portugiesische Nation vergeben.
- Orden des Infanten Dom Henrique (1960), wird verliehen für Verdienste um die Kultur und Geschichte Portugals
- Orden der Freiheit (1976), wird verliehen für Verdienste um die Werte der Zivilisation und der Menschenwürde
- Camões-Orden (2021), wird verliehen für Verdienste um die portugiesische Sprache und die Gemeinschaft der Portugiesischsprachigen Länder

## Zivile Verdienstorden
Zivile Verdienstorden werden um Verdienste um Staat und Wirtschaft vergeben:
- Orden für Verdienst (Portugal) (1929), wird verliehen für Verdienste um die Republik im öffentlichen und sozialen Bereich
- Ordem da Instrução Pública (1927), wird verliehen für Verdienste auf dem Gebiet der Bildung
- Orden für Unternehmerische Verdienste (1893), wird verliehen für Verdienste auf de Gebieten von Landwirtschaft, Gewerbe und Industrie

## Dynastische Orden
Neben den staatlichen Orden der Republik existieren bis heute die dynastischen Orden des Hauses Braganza, das bis 1837 die Könige von Portugal stellte. Da seit 1910 sämtliche Ritterorden als aufgehoben gelten, werden die dynastischen Orden nicht anerkannt, das Tragen der Ordensdekoration jedoch toleriert.
- Orden unserer lieben Frau von Vila Viçosa (1818), höchster Hausorden
- Orden der heiligen Isabella (1801), Damenorden
- Orden vom Flügel des heiligen Michael (1147), Ritterorden

## Chronologische Liste

### Königreich

Wappen des Königreichs Portugal mit der Collane des Christusordens

- Orden des heiligen Benedikt von Aviz (1148)
- Orden des heiligen Jakob vom Schwert (1290) (gleichnamiger Orden in Spanien)
- Christusorden (1317)
- Turm- und Schwertorden (1459)
- Orden der heiligen Isabella (1801)
- Kreuz für den Feldzug auf der Halbinsel (1816)
- Befehlshaberkreuz (1816)
- Orden unserer lieben Frau von Vila Viçosa (1818)
- Kreuz der Treue (1822)
- Kreuz der Treue für Transmontana (1823)
- Kreuz der Treue für König und Vaterland (1823)
- Kreuz für die Freiwilligen von Montevideo (1824)
- Kreuz der Emigration (1828)
- Medaille der belgischen Tirailleure (1835)
- Rettungsmedaille (1852)
- Medaille für treue Dienste (1863)
- Orden für Verdienste um Landwirtschaft und Gewerbe (1893)
- Militär-Verdienstkreuz (1910)

### Republik
- Orden Instrução Pública (1919)

Wappen der Republik Portugal

- Orden für Verdienst (Ordem do Mérito) (1929)
- Turm- und Schwertorden (1929)
- Imperium-Orden (Ordem do Império) (1932)
- Militär-Verdienstmedaille (1946)
- Orden des Infanten Dom Henrique (1960)
- Christusorden (1963)
- Orden der Freiheit (Ordem da Liberdade, 1976)
- Orden für Verdienste um Landwirtschaft, Gewerbe und Industrie (1991)
- Camões-Orden (Ordem de Camões, 2021)